# فاودريخيم
فاودريخيم Woudrichem  بلدية وبلدة بمقاطعة شمال برابنت، جنوبي هولندا.

## طوبوغرافيا
خريطة طوبوغرافية هولندية لبلدية فاودريخيم، 2013، (تقرأ بعد ثلاث نقرات على الخريطة).

## معرض صور

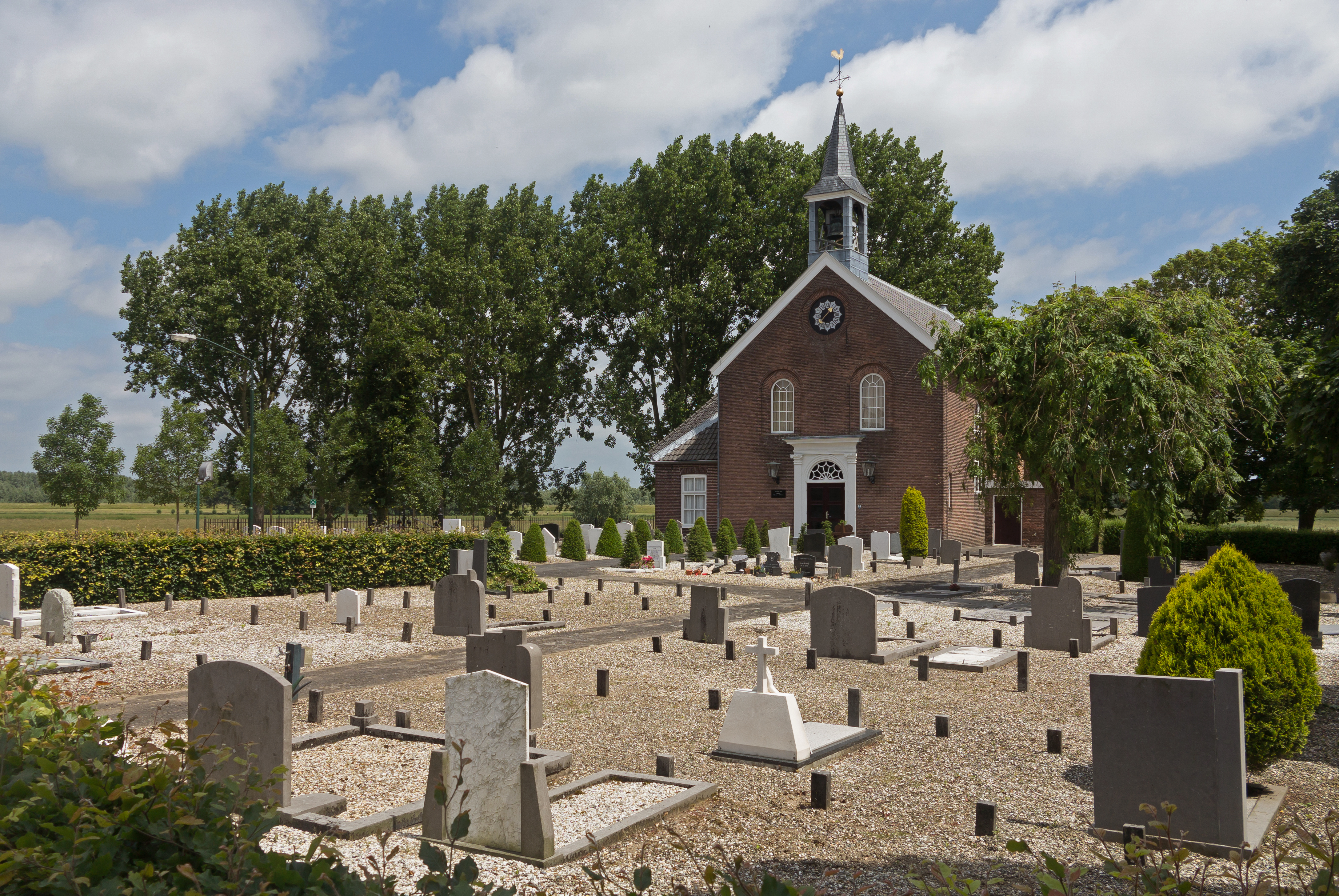
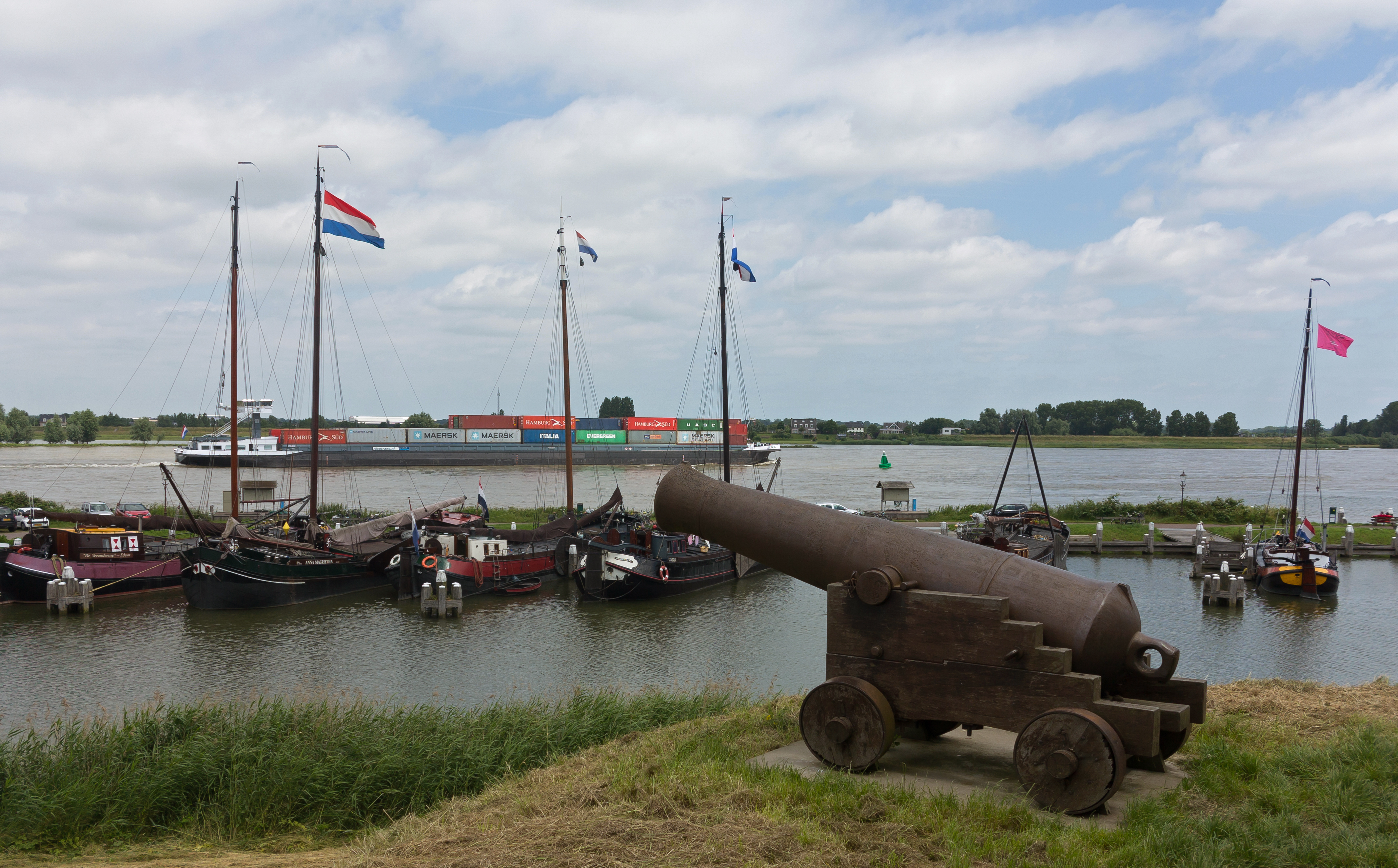
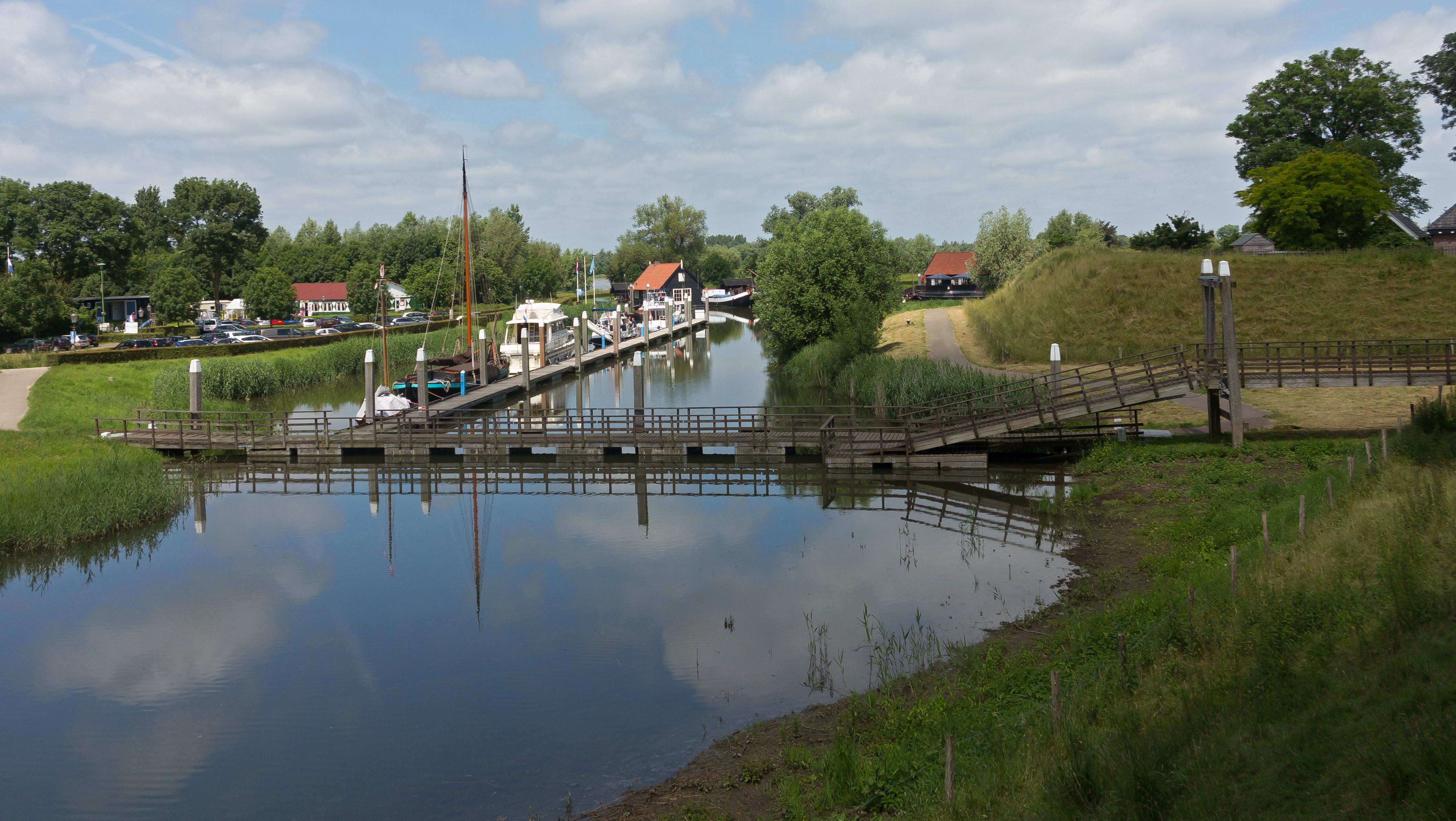
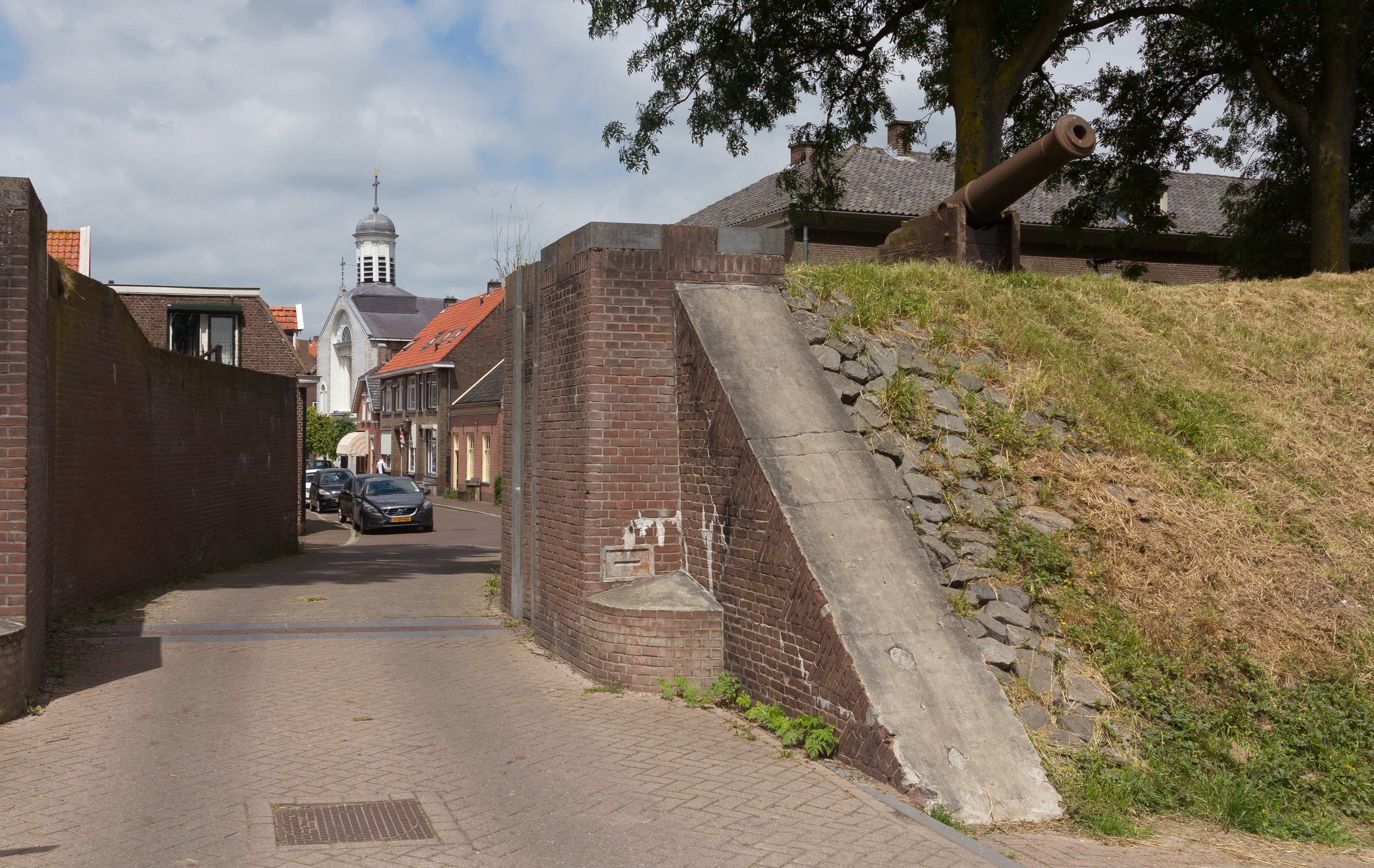